# 吕大吉
吕大吉（1931年9月—2012年6月28日），男，汉族，四川达县人，中华人民共和国宗教学家、中国社会科学院荣誉学部委员、中国社会科学院世界宗教研究所研究员。

## 生平
1949年，就读于西南人民革命大学川北校区，后先后在川北行政公署财政厅、西南军政委员会纺织工业管理局工作。1957年，从北京大学哲学系毕业。毕业后进入重庆地质学校（后并入昆明地质学校，现云南旅游职业学院任教。1961年，进入中央民族学院政治系哲学专业工作。1975年进入中国科学院（今中国社会科学院）世界宗教研究所，历任研究所副研究员、研究员、博士生导师。参与筹建宗教学原理研究室并任室主任。1988年，任中央民族大学宗教研究所名誉所长。兼任中国人民大学佛教与宗教学理论研究所顾问、中国宗教学会理事、顾问。2006年被评为中国社会科学院荣誉学部委员。2007年，被评为中国杰出社会科学家。2012年6月28日逝世，享年81岁。

## 出版物
编撰了数十篇(本)学术论文和著作：
著作（包括合著）：《洛克物性理论研究》、《人道与神道——宗教伦理学导论》、《西方宗教学说史》、《中国宗教与中国文化》、《中国各民族原始宗教资料集成（多卷本）》等。
论文：《关于不可知论的实质》、《再谈不可知论的实质》、《马克思主义宗教观的形成和发展—马克思、恩格斯关于宗教的理论和著作历史概述》、《论列宁的宗教观》、《为洛克“第二性质”学说所作的一些辩护——答陈启伟同志》、《真理的绝对性与相对性——与肖前同志商鹤》等。